# Murdo MacLeod (Fußballspieler)
Murdo Davidson MacLeod (* 24. September 1958 in Glasgow) ist ein ehemaliger schottischer Fußballspieler und -trainer.

## Karriere
Der defensive Mittelfeldspieler spielte zuerst bei Dumbarton F.C., bevor er 1979 zu Celtic Glasgow wechselte. Ab 1987 spielte er in der Fußball-Bundesliga für Borussia Dortmund. Der kampfstarke MacLeod entwickelte sich schnell zu einem der beliebtesten Spieler der Borussia und gewann mit Dortmund den DFB-Pokal 1989. Er spielte bei den Dortmundern bis Herbst 1990 und nahm für die schottische Fußballnationalmannschaft an der Fußball-Weltmeisterschaft 1990 in Italien teil. Nach seinem Abschied von Borussia Dortmund kehrte MacLeod nach Schottland zurück, um seine aktive Karriere bei Hibernian Edinburgh und in Dumbarton (als Spielertrainer) ausklingen zu lassen. Nach einem zweijährigen Engagement als Trainer bei Partick Thistle ging er 1998 als Assistenztrainer zu Celtic Glasgow.
Heute schreibt er für den Daily Record und tritt als Kommentator bei Fußballereignissen der BBC auf.

### Erfolge
- Schottischer Meister (4): 1979, 1981, 1982, 1986
- Schottischer Pokalsieger (2): 1980, 1985
- Schottischer Ligapokalsieger: 1983
- DFB-Pokalsieger: 1989